# The Singles (Edguy)
The Singles è un album raccolta del gruppo musicale power metal tedesco Edguy.
Contiene tutti i singoli (con l'eccezione della canzone Reach Out) estratti dagli EP King Of Fools, Lavatory Love Machine e Superheroes in un singolo disco. La raccolta è stata pubblicata il 17 novembre 2008, lo stesso giorno in cui è uscito l'ottavo album in studio degli Edguy, Tinnitus Sanctus.

## Tracce
1. Superheroes – 3:19
2. Spooks in the Attic – 4:03
3. Blessing in Disguise – 4:17
4. Judas in the Opera (feat. Michael Kiske) – 7:21
5. The Spirit – 3:50
6. Superheroes – 3:09
7. Lavatory Love Machine – 4:24
8. Lavatory Love Machine – 4:35
9. I'll Cry for You (Cover degli Europe) – 3:45
10. King of Fools – 3:35
11. New Age Messiah (feat. Deutsches Filmorchester Babelsberg) – 6:00
12. The Savage Union (feat. Deutsches Filmorchester Babelsberg) – 4:15
13. Holy Water (feat. Deutsches Filmorchester Babelsberg) – 4:17
14. Life and Times of a Bonus Track (feat. Deutsches Filmorchester Babelsberg) – 3:25

## Musicisti
- Tobias Sammet - voce
- Tobias 'Eggi' Exxel - basso
- Jens Ludwig - chitarra solista
- Dirk Sauer -chitarra ritmica
- Felix Bohnke - batteria
- Michael Kiske - ospite speciale in Judas At The Opera